# Xerosaprinus testudo
Xerosaprinus testudo är en skalbaggsart som först beskrevs av Thomas Casey 1916.  Xerosaprinus testudo ingår i släktet Xerosaprinus och familjen stumpbaggar. Inga underarter finns listade i Catalogue of Life.